# Samuel Shoemaker
Pour les articles homonymes, voir Shoemaker.
Samuel Moor Shoemaker, né le 27 décembre 1893 à Baltimore (États-Unis) et décédé le 31 octobre 1963 dans cette même ville, était un pasteur épiscopalien considéré comme l'un des plus grands prédicateurs de son temps. Proche du fondateur des Groupes d'Oxford, Frank Buchman, il a joué un rôle notable dans la création des Alcooliques anonymes du fait de son influence sur Bill Wilson.

## Publications
- Realizing Religion, 1921
- A Young Man’s View of the Ministry, 1923
- One Boy’s Influence, 1925
- Children of the Second Birth, 1927
- Religion That Works, 1928
- Twice-Born Ministers, 1929
- If I Be Lifted Up, 1931
- The Conversion of the Church, 1932
- Confident Faith, 1932
- Christ’s Words from the Cross, 1933
- The Gospel According to You, 1934
- Calvary Church Yesterday and Today, 1936
- National Awakening, 1936
- The Church Can Save the World, 1938
- God’s Control, 1939
- Christ and This Crisis, 1943
- How You Can Help Other People, 1946
- How You Can Find Happiness, 1947
- Living Your Life Today, 1947
- Revive Thy Church, 1948
- Freedom and Faith, 1949
- The Church Alive, 1950
- They’re on the Way, 1951
- How to Become a Christian, 1953
- By the Power of God, 1954
- The Experiment of Faith, 1957
- With the Holy Spirit and with Fire, 1960
- Beginning Your Ministry, 1963
- Sam Shoemaker at His Best, 1964
- Extraordinary Living for Ordinary Men, 1965
- Under New Management, 1966
- Steps of a Modern Disciple, 1972